# Phragmocauma smilacis
Phragmocauma smilacis är en svampart som först beskrevs av Castagne, och fick sitt nu gällande namn av Franz Xaver von Höhnel 1929. Phragmocauma smilacis ingår i släktet Phragmocauma och familjen Phyllachoraceae.   Inga underarter finns listade i Catalogue of Life.